# Sphagnum slooveri
Sphagnum slooveri là một loài rêu trong họ Sphagnaceae. Loài này được A. Eddy mô tả khoa học đầu tiên năm 1985.